# Il nemico (poesia)
Il nemico (L'ennemi in lingua originale francese) è una poesia di Charles Baudelaire, contenuta nella raccolta I fiori del male, pubblicato in Francia nel 1857. Le stesure della poesia risalgono agli anni 1854-1855. È uno dei pochi sonetti in cui il poeta francese sembra aprirsi alla speranza verso il futuro.  

## Interpretazione
Baudelaire ha avuto una vita difficile e soffre di un terribile vuoto esistenziale. In generale ha un concetto molto negativo del tempo, in quanto questo si muove veloce e malvagio, e l'uomo non può niente. La poesia è ricca di metafore.   
Il poeta francese si impersonifica nei panni di un giardiniere per paragonare la sua vita ad un giardino, una porzione di terreno un tempo prospero di frutti ma purtroppo adesso devastata dalla tempesta e resa sterile. 
Inoltre Baudelaire paragona il suo animo ormai vuoto alla stagione dell'autunno, anch'esso complice, oltre alla tempesta, per la devastazione del giardino dell'esistenza. Tuttavia il poeta, rispetto ad altre sue opere, in questo sonetto si apre alla speranza seppur con qualche dubbio. Infatti non si perde d'animo e cerca, forse invano, di rimboccarsi le maniche per ridare serenità e bellezza alla sua vita, utilizzando come metafora quella di ricorrere al badile e al rastrello per rimettere a nuovo la terra del giardino inondato facendoci crescere nuovi fiori.
Il poeta francese si chiede se gli eventuali nuovi fiori che nasceranno troveranno l'energia per crescere sani e belli. 
La poesia si chiude con una disperata esclamazione riguardo alla vanità dei suoi sforzi, minacciati da un "nemico" quale il tempo, che nutre e manifesta profonda avversione nei confronti di Baudelaire. Secondo il poeta francese il tempo gli divora il cuore e temporalmente si allunga e protrae con il sangue perso dall'uomo.

## Testo in italiano
La mia giovinezza non fu che una oscura tempesta,
traversata qua e là da soli risplendenti;
tuono e pioggia l'hanno talmente devastata
che non rimane nel mio giardino altro che qualche fiore vermiglio.
Ecco, ho toccato ormai l'autunno delle idee,
è ora di ricorrere al badile e al rastrello per rimettere a nuovo
le terre inondate in cui l'acqua ha aperto buchi larghi come tombe.
E chissà se i fiori nuovi che vado sognando troveranno,
in un terreno lavato come un greto, il mistico alimento cui attingere forza.
O dolore, o dolore, il Tempo si mangia la vita e l'oscuro Nemico
che ci divora il cuore cresce e si fortifica del sangue che perdiamo.